# جيني براندت
جيني براندت (بالسويدية: Jenny Brandt)‏ هي راقصة باليه سويدية، ولدت في 13 ديسمبر 1867 في ستوكهولم في السويد، وتوفيت في 17 أبريل 1933.